# Torbjörn Johansson
Torbjörn Johansson (ur. 22 kwietnia 1973 w Nyköping) – szwedzki hokeista grający na pozycji obrońcy, trener.

## Kariera klubowa
- HC Vita Hästen (1991–1995)
- Leksands IF (1995–2002)
- Hannover Scorpions (2002–2003)
- SKA Sankt Petersburg (2003)
- Torpedo Niżny Nowogród (2003–2004)
- HC Innsbruck (2004–2005)
- HC Bolzano (2005–2006)
- VEU Feldkirch (2006)
- Sparta Warriors (2006–2008)
- IFK Ore (2008–2009)

Torbjörn Johansson karierę rozpoczął w juniorach HC Vita Hästen, gdzie w 1991 roku podpisał profesjonalny kontrakt oraz występował do 1995 roku. Łącznie w rozgrywkach Division 1 rozegrał 113 meczów i zdobył 46 punktów (19 bramek, 27 asyst) oraz spędził 138 minut na ławce kar.
Następnym klubem w karierze Johanssona był Leksands IF, w barwach którego w sezonie 1995/1996 zadebiutował w lidze Elitserien. W sezonie 2000/2001 klub spadł do ligi Allsvenskan, w której w sezonie 2001/2002 najpierw wygrał z 91 punktami grupę południową, potem z 38 punktami wygrał fazę kwalifikacyjną, po czym wrócił do ligi Elitserien. Po sezonie 2001/2002 Johansson odszedł z klubu, w którym w lidze Elitserien rozegrał 265 meczów i zdobył 31 punktów (17 bramek, 14 asyst) oraz spędził 214 minut na ławce kar, w fazie play-off rozegrał 21 meczów i zdobył 1 punkt (1 asysta) oraz spędził 4 minuty na ławce kar, w lidze Allsvenskan rozegrał 45 meczów i zdobył 11 punktów (4 bramki, 7 asyst) oraz spędził 78 minut na ławce kar, natomiast w fazie kwalifikacyjnej do ligi Elitserien rozegrał 19 meczów i zdobył 4 punkty (2 bramki, 2 asysty) oraz spędził 16 minut na ławce kar.
Następnymi klubami w karierze Johanssona były: niemiecki Hannover Scorpions (2002–2003), rosyjski SKA Sankt Petersburg (hokej na lodzie) (2003) i Torpedo Niżny Nowogród (2003–2004), austriacki HC Innsbruck (2004–2005), występujące w ekstraklasie austriackiej włoskie HC Bolzano (2005–2006), austriacki VEU Feldkirch (2006), norweski Sparta Warriors (2006–2008) i szwedzkie IFK Ore, w którym w 2009 roku w wieku 36 lat zakończył karierę sportową.

## Statystyki
| 1991-1992                      | HC Vita Hästen                 | Division 1                     | 5   | 1  | 1  | 2  | 6   | –   | – | – | – | –  | – | – | – | –  |
| 1992-1993                      | HC Vita Hästen                 | Division 1                     | 36  | 1  | 7  | 8  | 44  | –   | – | – | – | –  | – | – | – | –  |
| 1993-1994                      | Hc Vita Hästen                 | Division 1                     | 36  | 6  | 4  | 10 | 40  | –   | – | – | – | –  | – | – | – | –  |
| 1994-1995                      | HC Vita Hästen                 | Division 1                     | 36  | 11 | 15 | 26 | 48  | –   | – | – | – | –  | – | – | – | –  |
| 1995-1996                      | Leksands IF                    | Elitserien                     | 40  | 2  | 2  | 4  | 39  | –   | – | – | – | 5  | 0 | 1 | 1 | 0  |
| 1996-1997                      | Leksands IF                    | Elitserien                     | 36  | 0  | 1  | 1  | 14  | –   | – | – | – | 9  | 0 | 0 | 0 | 2  |
| 1997-1998                      | Leksands IF                    | Elitserien                     | 42  | 4  | 4  | 8  | 36  | +2  | – | – | – | 3  | 0 | 0 | 0 | 0  |
| 1998-1999                      | Leksands IF                    | Elitserien                     | 47  | 2  | 2  | 4  | 34  | +2  | – | – | – | 4  | 0 | 0 | 0 | 2  |
| 1999-2000                      | Leksands IF                    | Elitserien                     | 50  | 3  | 2  | 5  | 32  | 0   | – | – | – | 3  | 1 | 0 | 1 | 18 |
| 2000-2001                      | Leksands IF                    | Elitserien                     | 50  | 6  | 3  | 9  | 59  | +1  | – | – | – | 10 | 2 | 1 | 3 | 4  |
| 2001-2002                      | Leksands IF                    | Allsvenskan                    | 45  | 4  | 7  | 11 | 78  | +5  | – | – | – | 9  | 0 | 1 | 1 | 12 |
| 2002-2003                      | Hannover Scorpions             | DEL                            | 52  | 8  | 7  | 15 | 56  | –2  | – | – | – | –  | – | – | – | –  |
| 2003-2004                      | SKA Sankt Petersburg           | RSL                            | 22  | 0  | 1  | 1  | 10  | –1  | – | – | – | –  | – | – | – | –  |
| 2003-2004                      | Torpedo Niżny Nowogród         | RSL                            | 27  | 2  | 1  | 3  | 14  | –4  | – | – | – | –  | – | – | – | –  |
| 2004-2005                      | HC Innsbruck                   | EBEL                           | 48  | 7  | 17 | 24 | 54  | +18 | – | – | – | 5  | 2 | 3 | 5 | 6  |
| 2005-2006                      | HC Bolzano                     | EBEL                           | 48  | 10 | 24 | 34 | 64  | –   | – | – | – | –  | – | – | – | –  |
| 2005-2006                      | VEU Feldkirch                  | EBEL2                          | 1   | 1  | 1  | 2  | 0   | –   | – | – | – | –  | – | – | – | –  |
| 2006-2007                      | Sparta Warriors                | GET-ligaen                     | 40  | 8  | 28 | 36 | 143 | –   | – | – | – | –  | – | – | – | –  |
| 2007-2008                      | Sparta Warriors                | GET-ligaen                     | 28  | 2  | 7  | 9  | 50  | –   | – | – | – | –  | – | – | – | –  |
| 2008-2009                      | IFK Ore                        | Division 3                     | 4   | 0  | 0  | 1  | –   | –   | – | – | – | –  | – | – | – | –  |
| Razem w Division 1 (4 sezony)  | Razem w Division 1 (4 sezony)  | Razem w Division 1 (4 sezony)  | 113 | 19 | 27 | 46 | 138 | –   | – | – | – | –  | – | – | – | –  |
| Razem w Elitserien (6 sezonów) | Razem w Elitserien (6 sezonów) | Razem w Elitserien (6 sezonów) | 265 | 17 | 14 | 31 | 214 | +5  | – | – | – | 21 | 0 | 1 | 1 | 4  |
| Razem w Allsvenskan (1 sezon)  | Razem w Allsvenskan (1 sezon)  | Razem w Allsvenskan (1 sezon)  | 45  | 4  | 7  | 11 | 78  | +5  | – | – | – | 9  | 0 | 1 | 1 | 12 |
| Razem w DEL (1 sezon)          | Razem w DEL (1 sezon)          | Razem w DEL (1 sezon)          | 52  | 8  | 7  | 15 | 56  | –2  | – | – | – | –  | – | – | – | –  |
| Razem w RSL (1 sezon)          | Razem w RSL (1 sezon)          | Razem w RSL (1 sezon)          | 49  | 2  | 2  | 4  | 24  | –5  | – | – | – | –  | – | – | – | –  |
| Razem w EBEL (2 sezony)        | Razem w EBEL (2 sezony)        | Razem w EBEL (2 sezony)        | 96  | 17 | 41 | 58 | 118 | +18 | – | – | – | 5  | 2 | 3 | 5 | 6  |
| Razem w EBEL2 (1 sezon)        | Razem w EBEL2 (1 sezon)        | Razem w EBEL2 (1 sezon)        | 1   | 1  | 1  | 2  | 0   | –   | – | – | – | –  | – | – | – | –  |
| Razem w GET-ligaen (2 sezony)  | Razem w GET-ligaen (2 sezony)  | Razem w GET-ligaen (2 sezony)  | 68  | 10 | 35 | 45 | 193 | –   | – | – | – | –  | – | – | – | –  |
| Razem w Division 3 (1 sezon)   | Razem w Division 3 (1 sezon)   | Razem w Division 3 (1 sezon)   | 4   | 0  | 0  | 1  | –   | –   | – | – | – | –  | – | – | – | –  |

## Sukcesy
- Awans do Elitserien: 2002 z Leksands IF
- Awans do Division 2: 2009 z IFK ORE

## Kariera trenerska
- Leksands U-16 (2009–2010) - asystent
- Leksands U-20 (2010–2012) - asystent
- Leksands U-20 (2012–2013) - główny trener
- SMS PZHL Sosnowiec (2014–2017) - główny trener
- Polska U-20 (2014–2017) - główny trener
- Polska (2014-2017) - asystent
- Nyköping Gripen (2017-) - główny trener

Torbjörn Johansson po zakończeniu kariery zawodniczej rozpoczął karierę trenerską. W latach 2009–2010 był asystentem trenera Leksands U-16. W latach 2010–2012 asystentem trenera Leksands U-20, a od 2012–2013 pierwszym trenerem drużyny. W latach 2014–2015 trenował polski SMS Sosnowiec, a od 2014 roku jest zarówno asystentem trenera reprezentacji Polski - Jacka Płachty i trenerem reprezentacji Polski U-20.